# Военен бунт в Мелиля (1936)
Военният бунт в Мелиля през юли 1936 г. избухва в началото на Гражданската война в Испания. Бунтовниците превземат главните гарнизони на испанската армия в Африка и до 18 юли смазват съпротивата на офицерите, лоялни на републиканското правителство. Привържениците на Втората испанска република са арестувани или разстреляни.

## Преврат

### 17 юли: Мелиля
Лидерът на заговора, Емилио Мола нарежда на Африканската армия да се разбунтува в 5 часа сутринта на 18 юли, но планът е разкрит от републиканските офицери на Мелиля на 17 юли и лидерът на заговора в града, полковник Алмусара, решава да започне бунта и арестува генерал Ромералес. Бунтовниците превземат радиостанцията и обявяват военно положение. Легионерите, регулярите и щурмовите гвардейци в Мелиля стават част от бунта. Превземайки ключови сгради, те смазват съпротивата в кварталите на работническата класа. Генерал Ромералес, кметът на Мелиля, правителственият делегат, командирът на летището Вирхилио Лерет и всички онези, които се съпротивляват са разстреляни. Когато генерал Морато разбира за бунта, той се качва на самолет за Мелиля, но е арестуван от бунтовниците веднага след като каца.

### 17 юли: Сеута и Тетуан
След това Алмусара телефонира на Сеута и Тетуан и изпраща телеграф на Франко в Лас Палмас. Полковник Хуан Ягуе, с II батальон на Испанския легион превзема Сеута, докато полковник де Буруага, с V батальон на Испанския легион превзема Тетуан.
Бунтовническите войски в Сеута окупират кварталите на работническата класа и убиват видни синдикалисти и кмета на града, а в Тетуан Чуждестранният легион превзема местния социалистически клуб и екзекутира синдикалистите и всички, открити с оръжие. Освен това, полковник Хуан Луис Бейгбедер получава подкрепата на великия везир на Тетуан Мулай Хасан и марокански доброволци започват да се присъединяват към бунта.

### 18 юли
В Лараш превратът започва в 2 часа сутринта на 18 юли. Следват няколко битки, в които петима щурмови пазачи и двама бунтовнически офицери са убити, но до зори градът е в ръцете на бунтовниците. До сутринта единствените останали центрове на съпротива са резиденцията на Върховния комисар и военновъздушната база в Тетуан.
Бунтовниците заплашват да ги бомбардират и след няколко часа защитниците се предават. Всички те са екзекутирани, сред тях върховният комисар и Бахамонде - братовчед на Франсиско Франко. Същия ден работниците от Тетуан и Мелиля се опитват да започнат обща стачка, но са смазани от въстаналите войски.

### Националистически репресии
В своите тайни инструкции от 30 юни за преврата в Мароко, Мола нарежда: „да се елиминират леви елементи, комунисти, анархисти, членове на синдикатите и т.н.“ В същия ден с въстанието всички синдикати, леви партии, масонски ложи и всички, за които е известно, че са гласували за Народния фронт, са арестувани. През първата нощ националистите екзекутират 189 цивилни и войници. На 20 юли националистите откриват своя първи франкистки концентрационен лагер в Мелиля.

## Последици
До 18 юли Африканската армия завзема цяло испанско Мароко и смазва съпротивата. Същия ден Франсиско Франко започва бунта на Канарските острови. След това той се качва на самолет De Havilland Dragon Rapide, платен от Луис Болин, и отлита за Казабланка във френско Мароко. На 19 юли Франко продължава към Тетуан и се назначава за началник на испанската армия в Мароко.
По-голямата част от републиканския флот остава лоялен към правителството. Лоялните кораби патрулират в Гибралтарския проток и Испанско Мароко е изолирано от държаните от бунтовниците градове в Андалусия, Севиля, Кадис, Кордоба и Гранада. Въпреки това, с помощта на нацистка Германия и фашистка Италия, националистите успяват да транспортират войските на Африканската армия до континента и да започнат настъплението си към Мадрид.